# Hackberry (Arizona)
Hackberry es un lugar designado por el censo ubicado en el condado de Mohave en el estado estadounidense de Arizona. En el Censo de 2010 tenía una población de 68 habitantes y una densidad poblacional de 1,49 personas por km².

## Geografía
Hackberry se encuentra ubicado en las coordenadas 35°20′24″N 113°43′32″O / 35.34000, -113.72556. Según la Oficina del Censo de los Estados Unidos, Hackberry tiene una superficie total de 45.56 km², de la cual 45.56 km² corresponden a tierra firme y (0%) 0 km² es agua.

## Demografía
Según el censo de 2010, había 68 personas residiendo en Hackberry. La densidad de población era de 1,49 hab./km². De los 68 habitantes, Hackberry estaba compuesto por el 100% blancos, el 0% eran afroamericanos, el 0% eran amerindios, el 0% eran asiáticos, el 0% eran isleños del Pacífico, el 0% eran de otras razas y el 0% pertenecían a dos o más razas. Del total de la población el 1.47% eran hispanos o latinos de cualquier raza.